# Catageus
Genre
Synonymes
- Stygophrynus Kraepelin, 1895

Catageus est un genre d'amblypyges de la famille des Charontidae.

## Distribution
Les espèces de ce genre se rencontrent en Asie du Sud-Est.

## Liste des espèces
Selon Miranda, Giupponi, Prendini et Scharff, 2018 :
- Catageus berkeleyi (Gravely, 1915)
- Catageus brevispina (Weygoldt, 2002)
- Catageus cavernicola (Thorell, 1889)
- Catageus cerberus (Simon, 1901)
- Catageus dammermani (Roewer, 1928)
- Catageus longispina (Gravely, 1915)
- Catageus orientalis (Seiter & Wolf, 2017)
- Catageus sunda (Rahmadi & Harvey, 2008)

Catageus moultoni a été placée dans le genre Sarax par Miranda, Giupponi, Prendini et Scharff en 2021.

## Systématique et taxinomie
Le genre Stygophrynus a été placé en synonymie avec Catageus dans les Charontidae par Miranda, Giupponi, Prendini et Scharff en 2018.

## Publication originale
- Thorell, 1889 : « XXI. Aracnidi Artrogastri Birmani raccolti da L. Fea nel 1885–1887. Viaggio di Leonardo Fea in Birmani e Regione Vicine. » Annali del Museo Civico di Storia Naturale di Genova, vol. 2, no 7, p. 521–729 (texte intégral).